# 厚角組織
厚角組織（英語：collenchyma）是一種植物的基本組織，呈現長柱型，為活躍生長中的幼莖和葉提供機械性支持作用並賦有彈性。厚角組織的結構跟薄壁組織相似，兩者都是由活細胞組成的，但厚角細胞的初生細胞壁有些部分聚積了較多纖維素與果膠，使得該處的細胞壁比較厚，因而造成細胞壁各處厚薄不一的現象。厚角細胞在生長時仍能伸展擴大，它們主要位於莖表皮以下以及葉片主脈周圍。